# КрАЗ-255Л
КрАЗ-255Л — серійний лісовоз, розроблений на основі конструкції КрАЗ-255Б і що випускався масово-потоковим способом Кременчуцьким автомобільним заводом

## Історія
29 вересня 1967 року ЦК КПРС і Рада міністрів СРСР затвердили завдання на підприємствах автомобільної промисловості СРСР на 1968—1970 роки, одним із завдань, поставлених Кременчуцькому автозаводу було створення та освоєння серійного виробництва спеціалізованого триосьового лісовозного вантажного автомобіля .
Повнопривідний лісовоз КрАЗ-255Л вантажопідіймальністю 23 тонни був розроблений для транспортування дерев з кроною та хлистів завдовжки 24 — 30 метрів лісовими дорогами з твердим покриттям. Експлуатувався разом із причепом-розпуском, який у незавантаженому стані перевозився у складеному стані на тягачі.
В результаті вдосконалення конструкції, з часом ресурс автомобілів, що випускаються, збільшувався.
У 1972 році КрАЗ-255Л був нагороджений золотою медаллю ВДНГ СРСР [7]. На початку 1977 року КрАЗ-255Л було атестовано за вищою категорією якості.
До 1979 року була розроблена модифікація КрАЗ-255Л з морозостійкими гумотехнічними виробами, покращеною теплоізоляцією кабіни та потужнішим обігрівачем, призначена для роботи в умовах низьких температур (в умовах Крайньої Півночі КрАЗ-255Л нерідко використовували як трубовози для транспортування труб більшого діаметру).
Також, на 2-й міжнародній виставці «Лесдревмаш-79», що проходила у вересні 1979 року, був вперше представлений покращений варіант КрАЗ-255Л з новим причепом-розпуском ГКБ-9383-010.
У 1981—1982 роках. у Свердловській області РРФСР відбулися порівняльні випробування кількох марок та моделей лісовозних автопоїздів, що проводяться НІПКМ механізації та енергетики ліспрому. У них брали участь стандартний КрАЗ-255Л, його ж експериментальний варіант на двосхилих шинах 370—508 низького тиску моделі Я-307 із «всюдихідним» протектором, що працював із причепом-розпуском ЛТ-56, а також експериментальний модернізований лісовоз КрАЗ-6439 із шинами ИЯ-12Б розмірності 12,00-20, який у парі з причепом-розпуском ГКБ-9383 виробництва Тавдинського механічного заводу.
У листопаді 1984 року на заводі було завершено розробку глушника шуму вихлопу двигуна покращеної конструкції, з 1985 року їх почали ставити на автомашини, що випускаються.
Відповідно до виробничих планів заводу випуск КрАЗ-255Л1 мав бути припинено в 1988, проте виготовлення останніх машин було завершено в 1989 році. Всього було виготовлено 29466 лісовозів КрАЗ-255Л та КрАЗ-255Л1.

## Варіанти та модифікацій
- КрАЗ-255Л — базова модель, перший автомобіль випущений 6 травня 1969 року. Експлуатувався разом із двоосьовим причепом-розпуском ТМЗ-803 виробництва Тавдинського машинобудівного заводу (спочатку розробленим для лісовозу МАЗ-509)
- КрАЗ-255Л1 — покращена модель 1980 року, основні вузли трансмісії уніфіковані із самоскидом КрАЗ-256Б1, експлуатувався разом із причепом-розпуском ГКБ-9383-010
- КрАЗ-255Л на двоскатних шинах низького тиску — експериментальний варіант, у 1981—1982 рр. що проходив випробування з причепом-розпуском ЛТ-56